# Ultrachromatisme
L'ultrachromatisme est une nouvelle conception de l'intervalle harmonique et mélodique. Elle permet aux compositeurs et interprètes d'aller au-delà de la division habituelle du ton en deux demi-tons, ce qui donne lieu à des micro-intervalles comme le quart de ton et le sixième de ton.
Le demi-ton a longtemps été considéré comme le plus petit intervalle en musique occidentale.